# Pingshi
Pingshi is een stad in de Chinese provincie Guangdong. De stad hoort bij het arrondissement Enping in de prefectuur Jiangmen, en is ook een deel van de stad Lechang. De gevangenis van Pingshi bevindt zich in de stad. Pingshi is 172 m boven de zeespiegel.